# Compulsion
Compulsion is een Amerikaanse film uit 1959 van Richard Fleischer met in de hoofdrollen Bradford Dillman, Dean Stockwell en Orson Welles.
De film is gebaseerd op de gelijke roman 1956 van Meyer Levin. De roman is op haar beurt gebaseerd op geruchtmakende moord op Bobby Franks uit 1924. De moord werd gepleegd door de rechtenstudenten Nathan Leopold en Richard Loeb. Leopold en Loeb wilden de perfecte moord plegen en zochten hiervoor op goed geluk een slachtoffer. Juist de onverschilligheid naar het slachtoffer schokte indertijd de VS.
Levin bewerkte zijn roman in 1957 tot een toneelstuk dat op Broadway werd opgevoerd.
De film was een succes in de bioscopen en ontving goede kritieken. Er was een Gouden Palm in Cannes voor Beste Acteur (Stockwell, Dillman en Welles), en een nominatie voor Beste Regisseur (Richard Fleischer) op hetzelfde festival. Compulsion kreeg ook een nominatie voor een BAFTA-award voor Beste Film.

## Verhaal
Chicago, 1924. Op de Universiteit van Chicago beramen twee briljante rechtenstudenten, Judd Steiner en Artie Strauss, de perfecte moord. Beide mannen beschouwen zich als vertegenwoordigers van de übermensch, het in de toekomst levende resultaat van de voortdurende bevestiging van de wil tot macht, zoals beschreven door Friedrich Nietzsche in het boek Also sprach Zarathustra. Als ze 's nachts met de auto bijna een dronkaard over rijden, schreeuwt de man naar hen. Artie geeft Judd bevel om de man tegen de grond rijden. Judd aarzelt echter en de dronkaard ontkomt. De volgende dag wordt het dode lichaam van de ontvoerde Paulie Kessler gevonden in het park gevonden. De jongen is bruut vermoord met een stomp voorwerp. De recherche vindt in de omgeving een bril die niet van het slachtoffer is. Judd hoort van de moord en de vondst van de bril en ontdekt dat hij zijn eigen bril kwijt is. Snel bedenkt hij samen met Artie een alibi, ze waren vogels aan het bekijken in het park en zijn zo de bril kwijt geraakt. Voor de nacht van de moord verzinnen ze een uitstapje met auto en het uitgaan met enkele meisjes. Als ook de schrijfmachine waarmee Judd en Artie het losgeldbriefje voor Paulie hebben getypt, worden geïdentificeerd, proberen ze ook dit object zoek te maken. De bril die Judd heeft verloren, was een speciale bril die maar weinig mensen bezitten. Het duurt niet lang of hij wordt dan ook verhoord door de politie. De officier van justitie, Horn, ruikt lont en verhoort Judd de hele middag. Judd vertelt het bedachte alibi over het oppikken van meisjes in de nacht en het bekijken van vogels. Als even later ook Artie wordt gehoord, zegt hij dat hij 's nachts in de bioscoop was. Het alibi van Judd dreigt nu in te zakken, maar de student herroept zijn alibi en zegt dat hij bij Artie was. Als Horn de jongens wil vrijlaten, krijgt hij bericht dat de auto waarin ze 's nacht hadden rondgereden in werkelijkheid in reparatie was. Horn speelt Artie en Judd tegen elkaar uit en snel geven ze elkaar de schuld van de moord. Ze worden gearresteerd en hun rijke familie huurt de beroemde strafpleiter Wilk in. De advocaat wil de jongens op basis van krankzinnigheid vrij krijgen, maar de forensisch psychiater heeft al uitgemaakt dat ze geestelijk gezond zijn. Wilk is terecht bang dat Horn de doodstraf zal eisen en besluit dat hij allereerst af moet van een rechtszaak met een jury. In de VS zit er alleen een jury bij een strafzaak als de verdachte 'niet schuldig' pleit. Om nu te voorkomen dat de twee door een emotionele jury worden veroordeeld, laat Wilk zijn cliënten 'schuldig' pleiten. Hierdoor hoeft Wilk zijn pleidooi alleen voor de onpartijdige rechter te houden. Wilk houdt een langdurig en emotioneel pleidooi tegen de doodstraf, waarbij wreedheid wordt bestraft met wreedheid, terwijl vergeving en medelijden meer op hun plaats zijn. Na een lange afweging veroordeelt de rechter Artie en Judd tot een levenslange gevangenisstraf voor moord en 99 jaar voor de ontvoering.

## Rolverdeling
| Acteur           | Personage          |
| ---------------- | ------------------ |
| Dean Stockwell   | Judd Steiner       |
| Bradford Dillman | Artie Strauss      |
| Orson Welles     | Jonathan Wilk      |
| Diane Varsi      | Ruth Evans         |
| E.G. Marshall    | Jerry Siegel       |
| Martin Milner    | Sid Brooks         |
| Richard Anderson | Max Steiner        |
| Robert Simon     | Inspecteur Johnson |

## Achtergrond

### Scenario
Scenarist Richard Murphy baseerde zijn scenario op het boek Compulsion van Meyer Levin uit 1956. Levin had het boek tot een toneelstuk bewerkt dat op 25 oktober 1957 op Broadway in première ging. Hij verkocht de filmrechten aan Richard Zanuck op voorwaarde dat de film pas zou worden geproduceerd als het stuk was uitgespeeld. Levin had zijn boek en toneelstuk gebaseerd op de moord op Bobby Franks uit 1924 en de daarop volgende rechtszaak tegen Leopold en Loeb. Omdat het ging om fictie had hij de namen van Leopold en Loeb gewijzigd in Steiner en Strauss. De advocaten van Twentieth Century Fox namen dit graag over. Nathan Leopold had namelijk gedreigd om tegen de studio een rechtszaak in te dienen wegens verstoring van zijn privacy. De studio probeerde dus te voorkomen dat er verband werd gelegd tussen de film en de zaak tegen Leopold en Loeb. Er echter iets mis in de communicatie tussen de PR-afdeling en de advertentieafdeling en al snel stonden er advertenties in de kranten met de slogan: 'gebaseerd op de beroemde Leopold en Loebmoordzaak'. Leopold stapte naar de rechtbank en diende een claim in tegen de studio wegens inbreuk op zijn privacy. Pas in 1968 werd de zaak definitief geregeld. Leopold verloor, omdat de rechtbank van mening was dat hij met de publicatie van zijn autobiografie: Life Plus 99 Years de feiten al had weergegeven. Ondanks de gewijzigde namen was Compulsion zeker gebaseerd op de moordzaak uit 1924. Vrijwel alle feiten uit de zaak komen terug in de film, inclusief de verloren bril. Jonathan Wilk was gebaseerd op strafpleiter Clarence Darrow. Zijn slotpleidooi duurde twee dagen en gedeeltes daarvan kwam regelrecht in de film terecht.

### Acteurs
Voor de rol van Judd Steiner werd Dean Stockwell, die de rol ook op Broadway gespeeld had, aangetrokken. Aanvankelijk zou Roddy McDowall de rol van Artie Strauss spelen, maar hij werd vervangen door Bradford Dillman. Orson Welles speelde Jonathan Wilk, al was Welles met zijn 43 jaar zeker vijfentwintig jaar jonger dan Clarence Darrow, op wie Wilk was gebaseerd. De rol van Ruth Evans ging naar Diane Varsi. Varsi verliet Hollywood na de opnamen en ging in Vermont wonen. Ze zou pas in 1967 terugkeren in de film. De rechter werd gespeeld door Voltaire Perkins, die zowel acteur als advocaat was. Perkins was bekend als rechter uit de tv-serie Divorce Court.

### Productie
De opnames vonden plaats in de 20th Century Fox Studios in Century City en op locatie in de Los Angeles High School aan de Olympia Boulevard in Los Angeles. Richard Fleiser probeerde het publiek aan het denken te zetten door met opzet een gevoel van onheil te creëren door in de scènes waarin de moordenaars te zien zijn, de camera te laten overhellen of de compositie van de scène uit balans te halen. Overigens had Fleischer nog wat te stellen met Orson Welles. De laatste had problemen met de belastingen en hoorde dat er aan het einde van de opnameperiode beslag zou worden gelegd op zijn salaris. Welles schrok hier zo van dat hij halsoverkop de studio verliet waar hij bezig was met het inspreken van zijn teksten in de postproductie. Hij verliet het land en liet Fleischer en zijn technici achter met een probleem. Er ontbraken twintig seconden in de gesproken tekst van Welles. De verantwoordelijke voor de montage, William Reynolds, knipte zorgvuldig woorden en delen van woorden uit eerder ingesproken teksten van Welles en plakte ze aan elkaar om de twintig seconden op te vullen.

## Andere versies
De moordzaak Leopold-Loeb uit 1924 inspireerde nog tal van andere filmproducties. Alfred Hitchcock maakte in 1948 Rope met Dick Hogan en John Dall, terwijl in 1992 Swoon uitkwam onder regie van Tom Kalin met Craig Chester. Sandra Bullock en Ben Chaplin waren in 2002 te zien met Murder By Numbers, onder regie van Barbet Schroeder.